# Generace Y

schéma popisující rozdělení generací

Generace Y je pojem, který se poprvé objevil v srpnu 1993 v časopisu Advertising Age. Popisoval generaci dětí, kterým bylo v době vydání článku 12 a méně let; tedy děti narozené od r. 1981. Protože děti narozené po roce 1982 dospívaly v roce 2000 a později, vžilo se pro ně také označení mileniálové.
Jedná se většinou o děti rodičů narozených v poválečných letech, tzv. baby boomers. Chápe se jako následovník generace X. Kromě označení mileniálové si vysloužila i další názvy, například internetová generace (iGen) nebo generace MTV. Získala také mnohá označení na základě klíčových události a trendů, které se jí týkají. Další názvy jsou Echo Boomers (děti narozené generaci Boom Generation), Net Generation (1. generace, která od dětství používá ICT) nebo Generation 9/11 (všechny děti, kterým bylo v době útoků z 11. září 2001 mezi 10 a 20 lety).

## Psychologická charakteristika
Mileniálové jsou ekonomicky aktivní, požadují vyšší životní úroveň a chtějí být více zodpovědní za sociální jistoty, důraz kladou i na osobní uplatnění, zároveň se velice zajímají o svůj osobní život (partnerské a rodinné vztahy), což je v rozporu s předchozí generací X, která tyto hodnoty kladla na spodní příčky žebříčku hodnot. Zástupci generace Y chtějí naplno využít všech možností, které jim otevřená společnost nabízí, ale zároveň kvůli tomu odmítají obětovat osobní život. V pracovním životě proto začínají požadovat flexibilní pracovní dobu i místo zaměstnání, používají rozličné prostředky moderní komunikace atd. Jsou komunikativní, přes internet vytvářejí virtuální komunity a jsou otevření novým myšlenkám.
Podle Jaroslavy Rezlerové z personální agentury Manpower CZ by do roku 2025 měla generace Y tvořit převážnou část populace v produktivním věku.
Podle studie publikované ve vědeckém časopise Journal of Management se příslušníci generace Y více zaměřují na volný čas, práci berou jen jako snadný způsob, jak zaplatit účty. Méně hledají práci dle „smyslu“, ale více cílí na vysoké finanční i společenské uznání.